# Груздь перечный
Груздь пе́речный (лат. Lactárius piperátus) — гриб рода Млечник (лат. Lactarius) семейства Сыроежковые (лат. Russulaceae). Условно съедобен.

## Описание
- Шляпка ∅ 6—30 см, вначале слегка выпуклая, потом воронковидная, у молодых экземпляров с подогнутыми краями, которые затем расправляются и становятся волнистыми. Кожица белого цвета, матовая, гладкая или слегка бархатистая.
- Пластинки узкие, частые, нисходящие по ножке, иногда раздвоенные, имеется множество коротких пластиночек.
- Споровый порошок белый, споры 8-9 × 6-7 мкм, орнаментированные, почти округлой формы, амилоидные.
- Ножка 4—8 см в высоту, ∅ 1,2—3 см, белая, сплошная, очень плотная, сужающаяся у основания, гладкая или слегка сморщенная.
- Мякоть белая, на разрезе становится голубовато синей, остро перечного вкуса.
- Млечный сок густой, липкий, белый, очень едкий, при высыхании цвет не меняет или слегка желтеет.

### Изменчивость
Цвет шляпки бывает совершенно белым или с кремовым оттенком, она, как правило, в центре более тёмная, чем по краям. Пластинки сначала белые, потом кремовые, при повреждении покрываются желтовато-коричневыми пятнами.

## Экологияи распространение
Произрастает рядами или кругами в сырых и затенённых лиственных и смешанных лесах, гораздо реже в хвойных. Предпочитает хорошо дренированные глинистые почвы.
Сезон: лето—осень.

## Сходные виды
- Скрипица (Lactarius vellereus) отличается опушённой шляпкой и ножкой и более редкими пластинками.
- Груздь сизоватый (Lactarius glaucescens) с белым млечным соком, при высыхании становящимся серовато-зеленоватым, приобретающим от капли КОН жёлтый цвет.
- Груздь пергаментный (Lactarius pergamenus) с более длинной ножкой и морщинистой шляпкой.

## Синонимы
- Agaricus piperatus L., 1753basionym
- Agaricus acris Bull., 1785
- Lactifluus piperatus (L.) Roussel, 1806
- Lactifluus piperatus (L.) Kuntze, 1891
- Agaricus lactifluus var. piperatus (L.) Pers.

## Пищевые качества
Микологи по разному оценивают пищевые качества, от съедобности до ядовитости. Также иногда его сушат, растирают в порошок и используют в качестве жгучей приправы вместо перца.

## Лечебные свойства
Груздь перечный угнетающе действует на туберкулёзную палочку. В народной медицине этот гриб в слегка поджаренном виде употребляли для лечения почечно-каменной болезни.

## Химическое тестирование
Раствор FeSO4 окрашивает мякоть в кремово-розовый цвет, под действием щелочей (KOH) цвет не меняет.